# Prasinocyma tripuncta
Prasinocyma tripuncta là một loài bướm đêm trong họ Geometridae.